# سيرجيو فارغاس بينو
سيرجيو فارغاس بينو (بالإسبانية: Sergio Vargas Pino)‏ (24 يوليو 1980 في تشيلي - ) هو مدرب كرة قدم ولاعب كرة قدم تشيلي في مركز الوسط. لعب مع إيفرتون دي فينا ديل مار ونادي أوهيجينس وDeportes Temuco ‏ ولاسيرينا ونادي كوبريلوا.

## وصلات خارجية
- سيرجيو فارغاس بينو على موقع Soccerway.com (الإنجليزية)
- سيرجيو فارغاس بينو على موقع AS.com (الإسبانية)